# Андреевская улица (Прилуки)
Андре́евская улица (укр. Андрíϊвська вулиця) города Прилуки берёт своё начало от реки Удай на Квашенцах и идёт на юг на Ракитный. Имеет твёрдое покрытие. Проложена согласно генплана застройки города 1802 года. Застройка улицы началась в середине XIX века. На 1900 год на ней насчитывалось 27 хозяйств и 32 жилых дома. Часть улицы от улицы 1-го Мая на юг называлась Каневской дорогой, так как вела с село Каневщина. В 1925 году улица была переименована в Пролетарскую, а решением горсовета от 31.05.2001 г. ей было возвращено историческое название — Андреевская.

## Трассировка
Начинается от улицы 2-й Козачьей и идёт на юг до улицы Челюскинцев.

Пересекается улицами:
- улица Ивана Скоропадского
- Киевская улица
- Николаевская улица
- Константиновская улица
- Андреевский 2-й переулок
- 1 Мая улица
- улица Дмитрия Шкоропада
- Андреевский переулок
- 18 Сентября улица
- Ракитная улица

## Здания, сооружения, места
Улица застроена частными домами.

## Транспорт
Автобусное движение осуществляется в районе ж/д переезда и завода «Пластмасс»

Остановка: завод «Пластмасс»